# 피레노모나스목
피레노모나스목(Pyrenomonadales)은 은편모조강에 속하는 목이다.

## 하위 분류
- 크루모나스과 (Chroomonadaceae)
  - 크루모나스속 (Chroomonas)
  - 팔코모나스속 (Falcomonas)
  - 헤미셀미스속 (Hemiselmis)
  - 콤마속 (Komma)
  - 플라기오모나스속 (Plagiomonas)
- 게미니게라과 (Geminigeraceae)
  - 게미니게라속 (Geminigera)
  - 길라르디아속 (Guillardia)
  - 하누시아속 (Hanusia)
  - 플라기오셀미스속 (Plagioselmis)
  - 프로테오모나스속 (Proteomonas)
  - 텔레울락스속 (Teleaulax)
  - 우르고리속 (Urgorri)
- 피레노모나스과 (Pyrenomonadaceae)
  - 피레노모나스속 (Pyrenomonas)
  - 리노모나스속 (Rhinomonas)
  - 로도모나스속 (Rhodomonas)
  - 스토레아툴라속 (Storeatula)